# Hermann Hundt

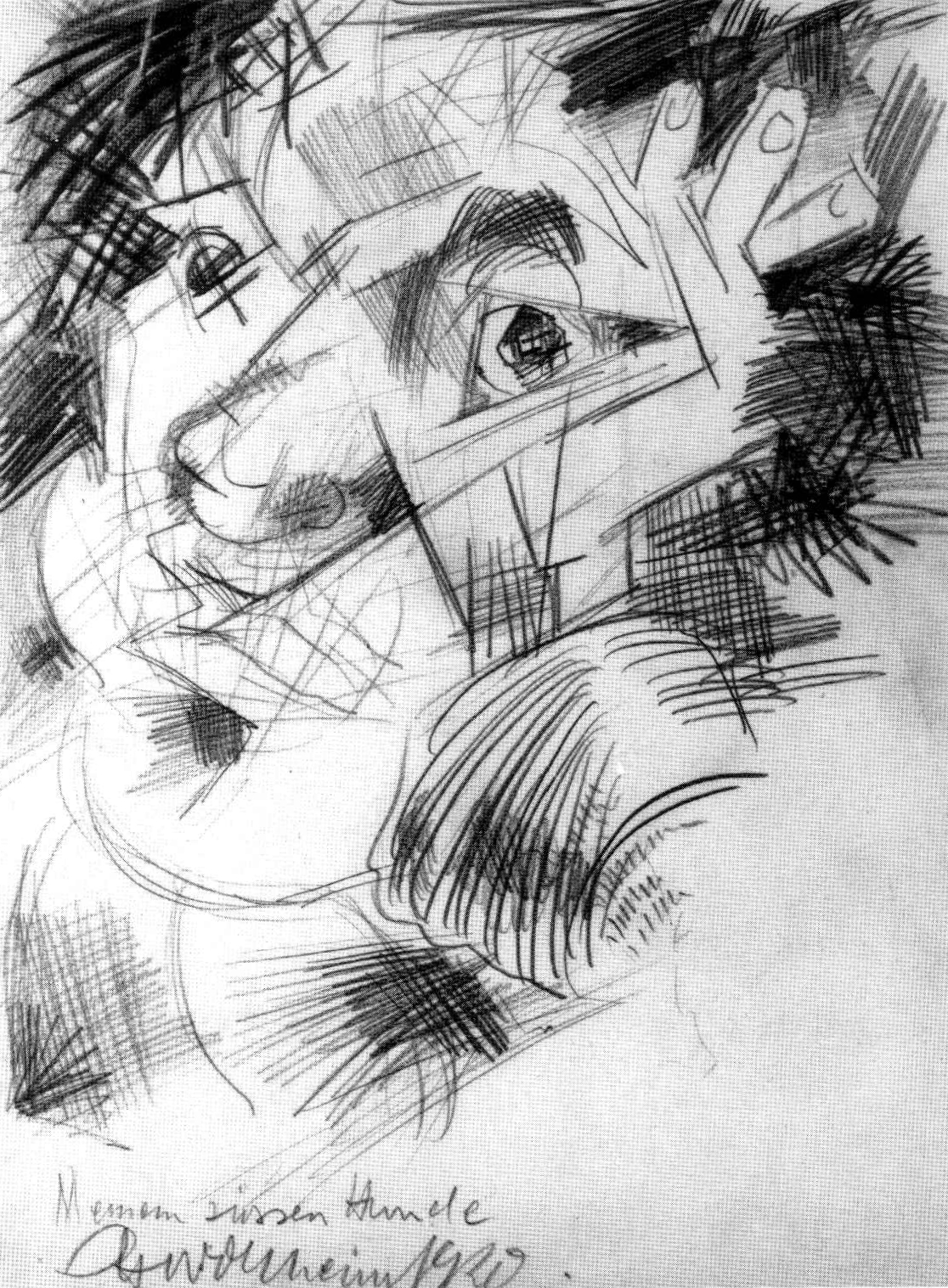
Jean Baptist Hermann Hundt, mit der Widmung „Meinem süssen Hunde“ gezeichnet von Gert Heinrich Wollheim, 1920

Jean Baptist Hermann Hundt (* 18. März 1894 in Mülheim an der Ruhr; † 31. Januar 1974 in Plettenberg) war ein deutscher Künstler und Mitglied der Künstlergruppe „Das Junge Rheinland“.

## Leben
Hundt war ein Schul- und Jugendfreund von Otto Pankok. 1910 begann er sein Studium an der Kunstakademie Düsseldorf. Dort waren Willy Spatz, Adolf Maennchen, August Deusser und Heinrich Nauen seine Lehrer. Von 1913 bis 1914 war er gemeinsam mit Otto Pankok und Gert Heinrich Wollheim in der Künstlerkolonie Dötlingen. Seine Wohnung hatte Hermann Hundt im „Spieker“ bei Familie Meyer genommen. Während des Ersten Weltkriegs in den Jahren von 1914 bis 1918 leistete er seinen Militärdienst und arbeitete im Anschluss mit Ulfert Lüken, Pankok und Wollheim in Remels, bevor er 1919 sein Studium in Düsseldorf fortsetzte und als Meisterschüler bei Heinrich Nauen abschloss. 1922 wurde er Mitglied des „Jungen Rheinlands“. 1925/26 folgte ein Aufenthalt auf der italienischen Felseninsel Capri.

## Werk
Die „Galerie Flechtheim“ hatte bereits 1913 die internationale Moderne nach Düsseldorf gebracht und zeigte „Die neue Kunst“ in Ausstellungen. Um den jungen rheinischen Künstlern den ihnen gebührenden, schon viel zu lange vorenthaltenen Platz im deutschen Kunstschaffen zu erobern, wurden viele gemeinsame Veranstaltungen und Wanderausstellungen organisiert. Aus dieser Situation heraus  gründeten die jungen rheinischen Künstler am 24. Februar 1919 den Zusammenschluss „Das junge Rheinland“. Hermann von Wedderkop, Mitglied des beratenden Ausschusses des „Jungen Rheinland“, schrieb über die Revolution in der Kunst: „In Wirklichkeit steht die Kunst seit langem im Revolutionszustand, denn mehr oder weniger ist die Revolution in der Kunst ein Dauerzustand, so dass der Spießer-Akademiker nie zur Ruhe kommt....“.
Als besonderes Markenzeichen von Hermann Hundt finden sich auf einigen seiner Bilder Hunde. Damit spielt er auf sich als „Maler Hundt“ an.
1937 wurde in der Nazi-Aktion „Entartete Kunst“ nachweislich fünf seiner Bilder aus öffentlichen Sammlungen beschlagnahmt.

## 1937 als „entartet“ aus öffentlichen Sammlungen beschlagnahmte Werke
- Maler mit Modell (Tafelbild; Städtische Gemäldegalerie Bochum; zerstört.)
- Frau Ey auf dem Sofa (Tafelbild; Kunstsammlungen der Stadt Düsseldorf; zerstört)
- Zwei Damen (Aquarell; Kunstsammlungen der Stadt Düsseldorf; Verbleib ungeklärt)
- In der Loge (Aquarell; Kunstsammlungen der Stadt Düsseldorf; Verbleib ungeklärt)
- Landschaft (Tafelbild; Ruhmeshalle Wuppertal-Barmen; zerstört)

## Medienresonanz
Am 2. Dezember 2018 wurde eine Folge der Sendung Lieb & Teuer des NDR ausgestrahlt, die von Janin Ullmann moderiert und im Kupferstichkabinett der Hamburger Kunsthalle gedreht wurde. Darin wurde mit dem Kunsthistoriker Stefan Schwarzl zwei Skulpturen besprochen, die Johanna Ey darstellten und von Hermann Hundt und Zoltan Székessy geschaffen wurden.

## Auszeichnungen
- 1928: Großer Preis der Stadt Düsseldorf